# エマヌエル・ロペス
エマヌエル・ロペス（Emanuel Lopez、1990年2月22日 - ）は、メキシコのプロボクサー。チアパス州コミタン出身。元WBA世界スーパーフェザー級暫定王者。

## 来歴
2010年7月29日、チアパス州コミタンでマルコス・モンハレスとデビュー戦を行い、3回KO勝ちを収めデビュー戦を白星で飾った。
2011年2月18日、チアパス州コミタンのパレンケ・デ・ガロスでチアパス州ライト級王者ブラウリオ・ロペスと対戦し、3-0の判定勝ちを収め王座獲得に成功した。
2012年5月18日、チアパス州コミタンのパレンケ・デ・ガロスでセサール・ソリアーノとメキシコライト級王座決定戦を行い、12回2-0（117-112、115-113、114-114）の判定勝ちを収め王座獲得に成功した。
2013年6月22日、ユカタン州メリダでエデュアルド・トーレスと対戦し、プロ初黒星となる8回0-3（72-80、2者が74-78）の判定負けを喫した。
2013年7月27日、チアパス州コミタンでデービス・ペレスと対戦し、7回51秒TKO勝ちを収め再起に成功した。
2013年12月21日、バハ・カリフォルニア州ティフアナでホセ・セペダと対戦し、キャリア初のKO負けとなる3回2分59秒KO負けを喫した。
2014年3月22日、ヌエボ・レオン州モンテレイのモンテレー・アリーナでセルヒオ・プエンテと対戦し、1-2の判定負けを喫した。
2014年6月14日、チアパス州トゥストラ・グティエレスでヘスス・キハーダと対戦し、2-1の判定勝ちを収め再起に成功した。
2014年6月27日、チアパス州コミタンで元IBF世界フェザー級王者クリストバル・クルスと対戦し、10回判定で引き分けた。
2015年3月21日、チアパス州タパチュラのパレンケ・デ・ラ・フェリア・メソアメリカーナでブライアン・バスケスの計量失格に伴い空位になったWBA世界スーパーフェザー級暫定王座決定戦でWBA世界スーパーフェザー級5位のカルロス・パディージャと対戦し、9回2分24秒TKO勝ちを収め王座獲得に成功した。
2015年6月20日、チアパス州コミタンのパレンケ・デ・ガロスでWBA世界スーパーフェザー級11位のローランド・ジオノと対戦し、10回1分34秒TKO勝ちを収め初防衛に成功した。
2015年10月23日、プロモーターとの契約問題の解決の目処が立たず、半年間は活動が出来ないことを理由に王座を剥奪された。
2017年9月9日、トラクトル・スポート・パレスにてシャフカッツ・ラヒモフとIBO世界スーパーフェザー級王座決定戦を行い、12回0-3（110-118、112-116×2）の判定負けを喫し王座を獲得出来なかった。

## 獲得タイトル
- チアパス州ライト級王座
- メキシコライト級王座
- WBA世界スーパーフェザー級暫定王座（防衛1=剥奪）